# Sesam-familien
Sesam-familien (Pedaliaceae) er en familie, som næsten udelukkende er udbredt i troperne og subtroperne. Her nævnes kun de slægter, der kan være interessante, set med danske øjne.
| Slægter |

- Djævleklo (Harpagophytum)
- Sesam (Sesamum)